# Saxicole

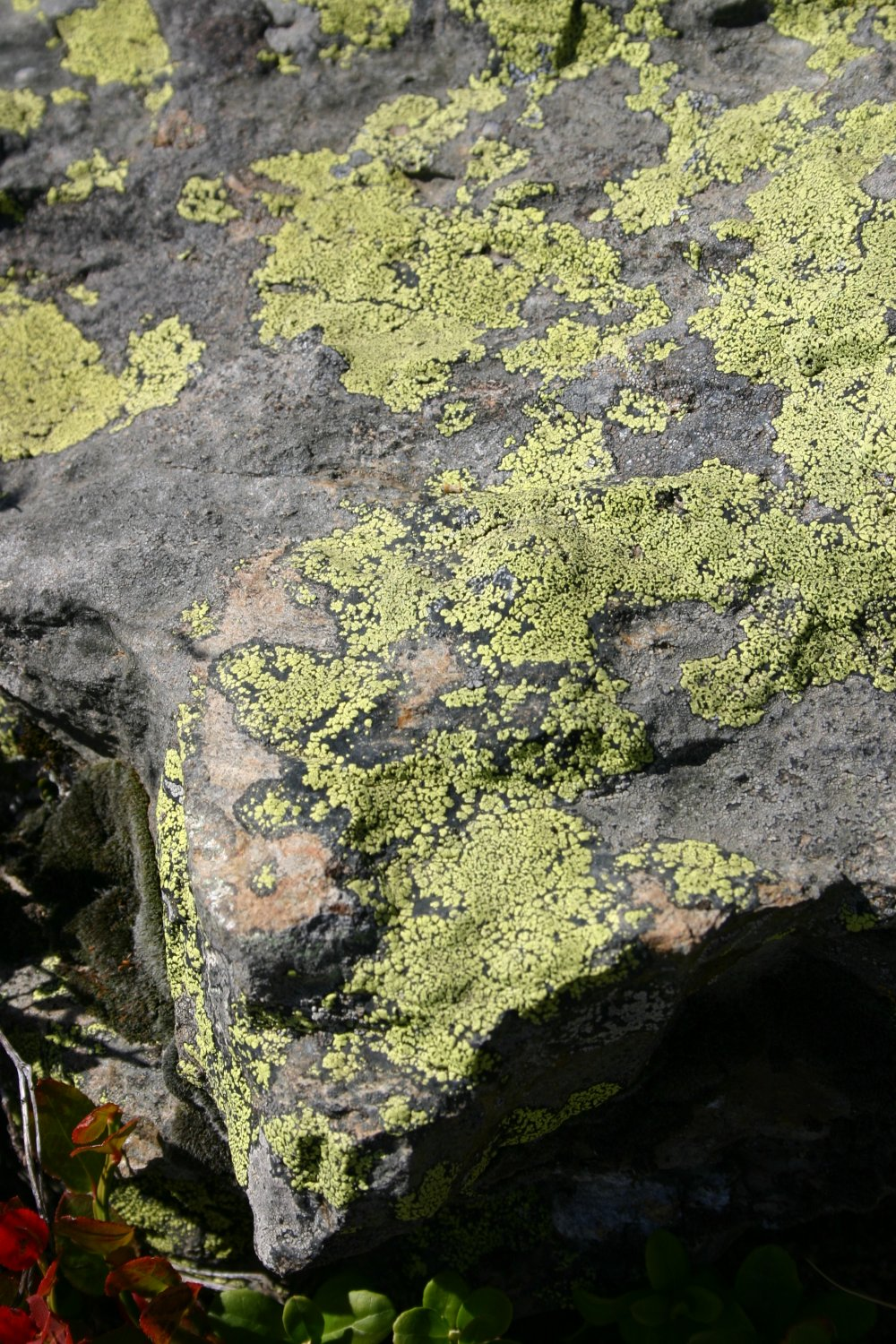
Un lichen saxicole pousse sur un support minéral, roche ou béton.

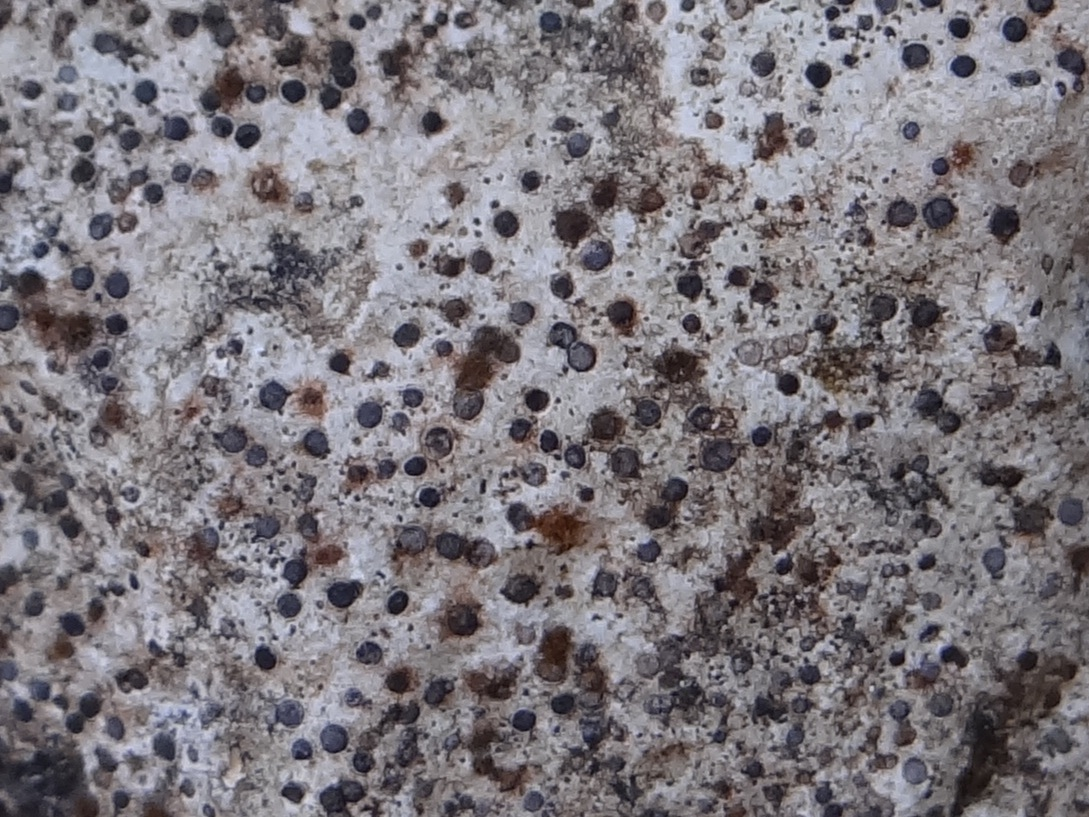
' est un lichen à thalle endolithique non visible en surface, qui se repère à ses « fructifications » épithallines (apothécies de diamètre 0,5 à 1,5 mm, à rebord noir et à disque recouvert d'une pruine bleuâtre).

Saxicole (du latin saxum « roc, rocher » avec le suffixe -cole), se dit de tout organisme (lichen, bactérie, algue, plante...) qui vit naturellement et préférentiellement ou uniquement sur les rochers et murets (flore lithophyte, organisme épilithique, espèce lapidicole qui vit sous les pierres), ou  à l'intérieur du substratum (organisme endolithique). Chasmophile se dit d'une plante vivant dans les fissures. Rupicole désigne tout être vivant inféodé aux parois rocheuses (ou biotope assimilé : vieux murs en matériaux naturels, éboulis...).
Ce sont des espèces pionnières qui peuvent contribuer à générer des sols dits néosols.
Certaines de ces espèces trouvent des habitats de substitution sur les constructions faites par l'Homme (murs, toitures, poteaux, etc.). 
Certaines, parce que vulnérables à certains polluants ou au contraire dopées par un polluant sont considérées comme bioindicatrices.

## Exemples
Les organismes saxicoles les plus connus et courants sont :
- certaines bactéries et algues adaptées aux milieux minéraux (si le milieu est assez humide) ;
- des mousses (ex Pleurosium, Bryum, Grimmia, Andreaeaceae et Tortula en climat tempéré) ;
- des lichens ;
- des plantes herbacées, comme les pariétaires (Parietaria judaica)[4].